# Богдановский сельский совет (Зборовский район)
Богдановский сельский совет (укр. Богданівська сільська рада) — входит в состав
Зборовского района
Тернопольской области
Украины.
Административный центр сельского совета находится в 
с. Богдановка.

## История
- 1939 — дата образования.

## Населённые пункты совета
- с. Богдановка
- с. Белковцы
- с. Сыровары
- с. Яцковцы